# Thomas Massa Alsager
Thomas Massa Alsager (* 27. September 1779 in London; † 15. November 1846 in London Borough of Camden, London) war ein britischer Journalist, Musikkritiker und Manager der Tageszeitung The Times. Er war auch Mitglied des literarischen und musikalischen Kreises Cockney School.

## Leben
Alsager war der Sohn eines Tuchmachers aus Southwark, einem Stadtbezirk von London. Er lernte schon früh namhafte Literaten kennen, darunter Charles Lamb und Leigh Hunt, und besuchte Leigh Hunt, als dieser im Gefängnis saß. Beruflich entschied er sich für eine Karriere im Geschäftsleben und als Fabrikbesitzer.
1817 begann er, für die Times als Musikkritiker zu arbeiten und wurde einer ihrer führenden Köpfe, zusammen mit Hauptaktionär John Walter sowie den Journalisten Thomas Barnes und Edward Sterling. Später kaufte er sich nach und nach ein, wurde ihr Partner und schließlich gemeinsamer Geschäftsführer mit William Delane. Hilfreich war dabei, dass er dem deutschen Bankier Nathan Rothschild nahestand. 1845 verließ er die Zeitung nach einem Skandal. Die Position des Musikkritikers übernahm daraufhin William Davison.
Alsager hatte Kontakt mit vielen bedeutenden Musikern, darunter Louis Spohr, Ignaz Moscheles und Felix Mendelssohn Bartholdy.
Um 1843 begründete Alsager die Queen Square Select Society, benannt nach seiner Londoner Residenz, dem Haus 26 Queen Square in Bloomsbury. Der Verein widmete sich der Pflege der klassischen Musik in Form privater Konzerte. Höhepunkt seiner Tätigkeit als Veranstalter war die von ihm initiierte Beethoven Quartet Society, die er 1845 gemeinsam mit John Ella gründete. Sie führte 1845 und 1846 sämtliche Streichquartette Beethovens auf, zu Beginn durch Camillo Sivori (1. Violine), Prosper Sainton (2. Violine), Henry Hill (Viola) und Scipion Rousselot (Violoncello). Später beteiligten sich weitere namhafte Musiker wie Heinrich Wilhelm Ernst, Joseph Joachim und Alfredo Piatti.

## Familie
Thomas Massa Alsager war mit Elizabeth Alsager geb. Roper (* 1804; † 20. Oktober 1845) verheiratet. Beide hatten 13 Kinder, darunter die Tochter Margaret Alsager (* 12. September 1824 in London; † 21. Dezember 1898 Borough of Harrogate, North Yorkshire). Sie heiratete am 20. März 1847 William Scrope Ayrton (1804–1885), einen Sohn des Musikkritikers William Ayrton.
Nachdem seine Frau 1845 gestorben war, verfiel Alsager in eine tiefe Depression. Ein Jahr nach ihrem Tod, am 6. November 1846, wurde er mit durchgeschnittener Kehle im Bett gefunden. Ein Chirurg konnte ihn zunächst wiederbeleben, doch am 15. November erlag er seinen schweren Verletzungen.